# Dactylispa dolichocera
Dactylispa dolichocera là một loài bọ cánh cứng trong họ Chrysomelidae. Loài này được Gestro miêu tả khoa học năm 1906.